# Herm Schuessler
Herman Arthur Schuessler, detto Herm (Lafayette, 20 luglio 1914 – Lafayette, 5 luglio 1997), è stato un cestista statunitense, professionista nella NBL.

## Carriera
Giocò per una stagione nella NBL, disputando 19 partite con 3,7 punti di media.